# Maya Jribi
Maya Jribi (arabe : مية الجريبي), née le 29 janvier 1960 à Bou Arada et morte le 19 mai 2018 à Radès, est une femme politique tunisienne.

## Biographie

### Jeunesse
Son père est originaire de Ghomrassen et sa mère est Algérienne. Maya Jribi suit ses études à Radès — où elle a habité — puis, de 1979 à 1983, à la faculté des sciences de l'université de Sfax où elle milite au sein de l'Union générale des étudiants de Tunisie ; elle adhère à la section sfaxienne de la Ligue tunisienne des droits de l'homme au début des années 1980,. Elle collabore également à l'hebdomadaire indépendant Erraï (L'Opinion), puis à Al Mawkif,.
Au début des années 1980, elle devient membre du groupe d'études sur la condition féminine du Club culturel Tahar-Haddad et participe à l'Association tunisienne de lutte contre le cancer. Elle fonde également avec d'autres l'Association de recherches sur les femmes et le développement. Elle dira plus tard : « J'ai participé à des activités sociales souvent informelles et à la mise en place de projets à caractère social comme celui d'aide aux femmes démunies de Mellassine »,.

### Carrière politique
De retour à Tunis en 1983, Maya Jribi participe à la création du Rassemblement socialiste progressiste (RSP) fondé cette même année par l'avocat Ahmed Néjib Chebbi ; le RSP devient en 2001 le Parti démocrate progressiste (PDP), l'un des principaux partis de l'opposition tunisienne. En 1986, elle devient l'une des rares femmes membre du bureau politique du parti,.
De 1986 à 1991, elle est responsable à l'Unicef des collectes de fonds et de la communication. En 1996, elle devient chargée d'études à l'Institut Laamouri, un bureau d'études et de marketing, où elle devient directrice générale et spécialiste en études qualitatives en 2001.

#### Secrétaire générale du PDP
Maya Jribi est élue le 25 décembre 2006 à la tête du PDP, succédant ainsi à Chebbi qu'elle présente comme son « compagnon de route ». Elle devient ainsi la première femme à diriger un parti politique tunisien et la deuxième au Maghreb à la tête d'un parti composé majoritairement d'hommes, après l'Algérienne Louisa Hanoune.
Jribi et Chebbi suivent du 1er octobre au 20 octobre 2007 une grève de la faim pour protester contre la décision judiciaire prise le 1er octobre d'expulser leur parti des locaux qu'il occupe au centre de Tunis.
Un compromis est finalement trouvé avec le propriétaire qui abandonne les poursuites en contrepartie d'un nouveau contrat de bail, lui qui avait jugé abusive l'utilisation des locaux qu'il loue au journal Al Mawkif, mais qui servent en fait de siège au PDP. Lors de cette grève de la faim, elle se trouve très affaiblie et souffre de « graves désordres biologiques ».

#### Parlementaire
Le 23 octobre 2011, Maya Jribi est élue membre de l'assemblée constituante dans la circonscription de Ben Arous. Elle présente sa candidature à la présidence de l'assemblée constituante le 22 novembre ; elle est cependant vaincue par le secrétaire général d'Ettakatol, Mustapha Ben Jaafar, qui est élu par 145 voix contre 68 en sa faveur.

### Secrétaire générale d'Al Joumhouri
À la suite de l'annonce de la fusion du Parti démocrate progressiste, avec notamment Afek Tounes et le Parti républicain, Maya Jribi est élue, le 9 avril 2012, comme secrétaire générale de la nouvelle formation dénommée « Al Joumhouri » lors du cinquième et dernier congrès du PDP,.
À l'occasion de l'ouverture du congrès d’Al Jomhouri, qui s'ouvre le 3 février 2017, elle annonce son retrait du secrétariat général du parti,.

## Décorations
- Chevalier de l'Ordre tunisien du Mérite (2014)[17] ;
- Commandeur de l'Ordre de la République tunisienne (2015)[18],[19].

## Hommages
En mars 2018, le Centre de recherches, d'études, de documentation et d'information sur la femme lui rend hommage pour son parcours politique militant. Le 19 mai, le président de la République tunisienne déplore, dans un communiqué officiel, la perte d'une « militante sincère » et salue ses qualités humaines et son parcours politique. Le 21 mai, le ministère des Affaires de la femme annonce que la salle principale des réunions au siège du ministère portera désormais son nom. Le 1er juin, le Centre des arts vivants de Radès organise une soirée commémorative en hommage à son parcours de femme militante. Le 8 mars 2019, à l'occasion de la Journée internationale des femmes, la municipalité de l'Ariana donne son nom à une rue située à la cité Ennasr.